# Annick Nozati
Annick Nozati (* 15. Januar 1945 in Paris; † 7. Juli 2000) war eine französische Improvisationsvokalistin.

## Leben und Wirken
Nozati begann ihr berufliches Leben als Schauspielerin in experimentellen Theatern. Dann erfolgte eine Einladung von Jacques Lasry, an einem Klangspiel „Structures Sonores Baschet“ teilzunehmen, was sie – durch die Erfahrung eines solchen Aufbrechens in die vokale Improvisationsmusik – dazu veranlasste, die Arbeit in der Musik zu beginnen. Sie interessierte sich dabei für eine Vielzahl an damit zusammenhängenden Bereichen: für zeitgenössische bzw. Neue Musik (sie arbeitete insbesondere zusammen mit Georges Aperghis, dessen Werke für zeitgenössischen Musiktheater sie interpretierte, und Jean-Yves Bosseur), für Poesie und Lautpoesie, bildende Kunst, Tanz und Musiktheater (sie kooperierte u. a. mit Jorge Lavelli, René de Obaldia, Antoine Vitez).
Ende der 1960er Jahre kam sie in Kontakt mit der Welt des Jazz, der zahlreiche Berührungen ergab: Sie arbeitete mit Gérard Marais (sie spielte insbesondere eine Rolle in dessen Jazzoper „La Baraque Rouge“), mit Ambrose Jackson, Didier Levallet, dem Art Ensemble of Chicago, Yochk’o Seffer und Steve Potts. 1975 beschloss sie, den Beruf der Schauspielerin aufzugeben, um sich ganz und gar dem Improvisationsgesang zu widmen. 1979 gründete sie ein Duo mit der französischen Bassistin Joëlle Léandre, das sich drei Jahre später um die Schweizer Pianistin Irène Schweizer erweiterte zu dem Trio Urban Sax.
Sie wendete sich der Musikwissenschaft zu und der Musiktherapie und unterwies sich durch Teilnahme an Workshops und Formationen. Nozatis Solo-Aufnahmen beinhalten weiterhin hörenswerte Beispiele ihrer Improvisationen mit den Klangskulpturen ihres ersten Mentors Baschet. 1983 erweiterte sie zusammen mit Joëlle Léandre die ursprüngliche Feminist Improvising Group zur European Women Improvising Group (EWIG). Über ihre gesamte Karriere hin arbeitete sie eng mit zahlreichen Spitzenmusikern des Avantgarde-Jazz zusammen: gelegentlich (mit etwa Lol Coxhill, Philippe Deschepper, Barre Phillips, Yves Robert, Maggie Nicols, Beñat Achiary, Workshop de Lyon, Phil Minton, Peter Kowald und dem portugiesischen Violinisten Carlos Zingaro) ebenso aber auch regelmäßig (im Trio mit Fred Van Hove, mit dem sie bereits seit einem legendären gemeinsamen Festivalauftritt 1984 zusammenarbeitete, und dem Posaunisten Hannes Bauer, mit dem französischen Bläser Daunik Lazro 1993 sowie im selben Jahr im Quartett mit Michel Godard, Gérard Marais und Jacques Mahieux). Sie trat auch im zeitgenössischen Musiktheater als Interpretin der Werke von Georges Aperghis auf.
Nozati war zudem Malerin – sie hatte ihre Musik als insbesondere durch die Malerei inspiriert begriffen – und sie lehrte vokale Improvisation an verschiedenen Lehrstätten, unter anderem an der französischen Universität von Lille.
Bad Alchemy stellt ihre „originelle Stimmakrobatik“ heraus. Eugene Chadbourne würdigte Nozati im All Music Guide folgendermaßen: „... Die Musik, die sie (Van Hove and Nozati 1984) begannen zusammen zu machen, war gleichzeitig völlig traditionell und komplett außerhalb musikalischer Traditionen. ... (Auch Jahrzehnte später) basierte Nozatis Gesangsstil auf einer totalen Präsentation ihrer Persönlichkeit, einschließlich einiger Aspekte des Theaters, was natürlich aufgrund ihrer Erfahrung als Schauspielerin in die musikalischen Prozesse einmünden konnte. Ihr vokales Schaffen tendierte dazu, vollständig spontan zu sein.“ Und Fred Van Hove charakterisierte ihre Souveränität innerhalb seines Nonetts, in dem sie mehrere Jahre mitspielte, mit den Worten: „Sie fürchtete sich nicht vor den acht schmetternden Männern um sie herum – sie sprach ein Machtwort; sie war das Aushängeschild der Gruppe.“

## Auswahldiskographie
- Annick Nozati (Comédia) 1983 - In and Out Records (Solo-Stimme, Improvisation und Komposition: Annick Nozati, Aufnahme: Daniel Deshays)
- Les Douze Sons (CD von J. Léandre) 1983 - Nato Records
- Ok 1984, auf Six Sequences pour Alfred Hitchcock - Nato Records
- Uit (mit F. van Hove) 1986 - Nato Records
- Full Moon and Empty Head (mit I. Schweizer) 1992, auf Canaille '91 - Festival für Improvisierte Musik
- Organo Pleno (mit F. Van Hove und J. Bauer) 1992 - FMP
- Nuage en voyage (mit I. Schweizer) 1993, auf Wie Es Ihr Gefällt - Festival 1991-1994 Vol. 1 - Z.o.o. Records
- Suite for B… City (im t'Nonet Fred Van Hove) 1996 - FMP
- La Peau des Anges 1997 - Vand'Oeuvre / Victo Records